# John Howard (acteur australien)
Pour les articles homonymes, voir John Howard et Howard.
John Howard est un acteur australien né le 22 octobre 1952 à Corowa en Nouvelle-Galles du Sud.

## Filmographie

### Cinéma
- 1978 : My Boys Are Good Boys : le propriétaire de l'épicerie
- 1980 : The Club : Geoff Hayward
- 1982 : The Highest Honor : Capitaine R.C. Page
- 1983 : Bush Christmas : Sly
- 1984 : Razorback : Danny
- 1984 : Strikebound : Bashed Scab
- 1985 : Niel Lynne : Read
- 1987 : With Time to Kill : Adam Sayer
- 1988 : Un cri dans la nuit : Lyle Morris
- 1988 : Young Einstein : Preston Preston
- 1988 : Around the World in Eighty Days : Dr Proctor
- 1996 : Dating the Enemy : Davis
- 1997 : Blackrock : Len Kirby
- 1999 : In a Savage Land : Rev Macgregor
- 2001 : The Man Who Sued God : Edward Piggott
- 2003 : Japanese Story : Richards
- 2003 : Take Away : Burgies CEO
- 2004 : A Man's Gotta Do : Eddy
- 2006 : Jindabyne, Australie : Carl
- 2012 : Any Questions for Ben? : le prêtre
- 2014 : Twisted Minds : Greg Tilney
- 2015 : Mad Max: Fury Road : le Mange-Personne
- 2015 : Last Cab to Darwin : Simmo
- 2015 : UNindian : M. Saunders
- 2018 : The Merger : Bull Barlow
- 2024 : Furiosa : Une saga Mad Max (Furiosa: A Mad Max Saga) : le Mange-Personne

### Télévision
- 1980 : Young Ramsay : Bob Scott (2 épisodes)
- 1980 : Water Under the Bridge : Archie (6 épisodes)
- 1981 : A Town Like Alice : Donald Paget (3 épisodes)
- 1982-1989 : À cœur ouvert : Sandy McIndosh, Julian Cockburn et Hamish Dalton (6 épisodes)
- 1985 : Heart of the High Country : Ginger (6 épisodes)
- 1991-1993 : The Girl From Tomorrow : Silverthorn (23 épisodes)
- 1997-1998 : Wildside : Frank Reilly (4 épisodes)
- 1998 : Childrens Hospital : Len Larkin (1 épisode)
- 1998 : Pacific Blue : Dwayne Farrell (1 épisode)
- 1998-2000 : Sea Change : Bob Jelly (39 épisodes)
- 1999 : Hartley, cœurs à vif : Tony Moss (1 épisode)
- 1999 : Brigade des mers : Sven Larsen (2 épisodes)
- 2001 : Stingers : Robert Lake (1 épisode)
- 2001-2003 : Always Greener : John Taylor (50 épisodes)
- 2001-2009 : All Saints : Dr Frank Campion et Jonathan Healy (231 épisodes)
- 2002 : The Road from Coorain : Angus
- 2004 : Jessica l'insoumise : George Thomas
- 2010-2012 : Packed to the Rafters : Tom Jennings (17 épisodes)
- 2011 : City Homicide : L'Enfer du crime : Alan Sullivan (5 épisodes)
- 2016 : Soul Mates : Sarge (4 épisodes)
- 2017 : The Warriors : Bill Shepherd (8 épisodes)